# 이나무라 하야토
이나무라 하야토(일본어: 稲村 隼翔, 2002년 5월 6일~)는 일본의 축구 선수이다.

## 구단 경력
그는 2024년 J1리그의 알비렉스 니가타에 입단했다. 2024년에 J리그컵 준우승. 2025년 7월 셀틱 FC로 이적했다.